# Gordon Jennings Laing
Gordon Jennings Laing (* 16. Oktober 1869 in London (Ontario); † 1. September 1945 in Lake Zurich) war ein US-amerikanischer klassischer Philologe, der von 1899 bis 1935 als Professor an der University of Chicago wirkte.

## Leben
Gordon Jennings Laing war gebürtiger Kanadier. Er studierte an der University of Toronto, wo er 1891 den Bachelor-Grad erlangte. Anschließend vertiefte er seine Studien an der Johns Hopkins University in Baltimore bei Basil Lanneau Gildersleeve und Minton Warren und wurde 1896 mit der Dissertation The Genitive of Value in Latin and Other Constructions with Verbs of Rating promoviert wurde. Von 1897 bis 1899 arbeitete er als Latein-Dozent am Bryn Mawr College. 1899 wechselte er an die University of Chicago, wo er später zum Professor ernannt wurde. Von 1911 bis 1912 arbeitete er an der American School of Classical Studies at Athens, im Jahr 1916/1917 war er Sather Professor. Ab 1919 war er Leiter des altsprachlichen Fachbereichs an der Universität. 1921 wechselte er an die McGill University, wo er auch Dekan der Faculty of Arts war. 1923 kehrte er nach Chicago zurück, wo er bis zu seiner Emeritierung (1935) blieb.
Neben dem akademischen Lehramt und seiner Forschungsarbeit nahm Laing an der akademischen Selbstverwaltung der University of Chicago Anteil (1931–1935 Dekan der Division of Humanities, 1940–1943 Alumni Dean) und war führendes Mitglied in altertumswissenschaftlichen Vereinigungen. Von 1919 bis 1920 war er Vorsitzender der Classical Association of the Middle West and South und von 1924 bis 1925 Vorsitzender der American Philological Association. Von 1905 bis 1908 war er Geschäftsführender Herausgeber des Classical Journal, von 1905 bis 1921 und von 1923 bis zu seinem Tod Mitherausgeber der Zeitschrift Classical Philology.
Laings Forschungsarbeit konzentrierte sich auf die römische Literatur aller Epochen, besonders auf die Dichter Catull, Horaz und Ovid. Außer seiner Dissertation, die 1920 in Chicago erschien, veröffentlichte er zahlreiche Aufsätze in den Zeitschriften Classical Journal und Classical Philology.